# Opel 10/20 PS
L'Opel 10/20 PS est une voiture de la catégorie luxueuse construite par Adam Opel KG seulement en 1910 pour succéder au modèle 10/18 PS.

## Historique et technologie
La nouvelle 10/20 PS correspondait essentiellement à sa prédécesseur directe.
Le moteur était un moteur quatre cylindres d'une cylindrée de 2 614 cm³ (alésage × course = 80 mm × 130 mm), qui produisait 20 ch (14,7 kW) à 1 600 tr/min. Le moteur à commande latérale était refroidi par eau et une pompe centrifuge assurait la circulation du liquide de refroidissement. La puissance du moteur était transmise à l'essieu arrière via un embrayage à cône en cuir (embrayage à cône en métal sur le modèle précédent), une boîte de vitesses manuelle à trois vitesses et un arbre à cardan. La vitesse maximale de la voiture était de 70 km/h.
Le cadre était constitué de profilés en U en tôle en acier. Les deux essieux rigides étaient suspendus à des ressorts à lames semi-elliptiques. Le frein de service agissait sur l'arbre de sortie de la transmission. Le frein à main a été conçu comme un frein à tambours agissant sur les roues arrière.
Il y avait trois styles de carrosserie, une voiture de tourisme à quatre places, une berline quatre portes et un landaulet. La carrosserie coupé de la prédécesseur n'était plus disponible. La variante la moins chère (la voiture de tourisme), coûtait 7 500 Reichsmark, soit 1 000 Reichsmark de moins que la 10/18 PS.
Fin 1910, la construction de la 10/20 PS est arrêtée. La successeur etait le modele 10/24 PS, plus grand.